# Jaugenij Gutarovič
Jaugenij Gutarovič (belorusko Яўгеній Гутаровіч), beloruski kolesar, * 29. november 1983, Minsk, Sovjetska zveza.
Gutarovič je nekdanji profesionalni kolesar, ki je med letoma 2007 in 2016 tekmoval za ekipe Roubaix–Lille Métropole, FDJ–BigMat, Ag2r-La Mondiale in Fortuneo–Vital Concept. V svoji karieri je petkrat nastopil na dirkah Grand Toura. Leta 2009 je osvojil rdečo laterno na Dirki po Franciji kot zadnji uvrščeni kolesar. Največji uspeh je dosegel na Dirki po Španiji leta 2010 z etapno zmago v drugi etapi po skupinskem šprintu, v katerem je premagal tudi Marka Cavendisha, Tylerja Farrarja in Alessandra Petacchija. Leta 2011 je zmagal na enodnevni dirki Coppa Bernocchi, v letih 2011 in 2012 je bil drugi na dirki Kuurne–Bruselj–Kuurne, v letih 2011 in 2015 tretji na dirki Scheldeprijs, leta 2011 pa tudi drugi na dirki Brussels Cycling Classic. Nastopil je na poletnih olimpijskih igrah leta 2012, kjer je zasedel 52. mesto v cestni dirki, v tej disciplini je štirikrat postal beloruski državni prvak. Od leta 2018 je športni direktor UCI Continental ekipe Minsk Cycling Club.